# Редверс Булер
Редверс Булер (7. децембар 1839 – 2. јун 1908) је био британски генерал.

## Биографија
Након краће службе у британским колонијалним снагама у Индији, Булер је прекомандован 1870. године у колонијалне трупе у Африци. Учествовао је у ратовима за освајање територија племена Ашантија, Кафера и Зулуа. Командовао је бригадом у гушењу Суданског устанка (1884-5). Следеће две године обављао је функцију подсекретара за Ирску. Учествовао је и у Бурском рату (1899-1902). Године 1900. смењен је због неуспеха. Каснији успеси у Наталу нису га рехабилитовали пред британском јавношћу.